# The Silver Snuff Box
The Silver Snuff Box  è un cortometraggio muto del 1914 diretto da Theodore Marston.

## Produzione
Il film fu prodotto dalla Vitagraph Company of America.

## Distribuzione
Distribuito dalla General Film Company, il film - un cortometraggio in una bobina - uscì nelle sale cinematografiche statunitensi il 30 marzo 1914.